# Govern Jean-Marc Ayrault (2)
El segon govern dirigit per Jean-Marc Ayrault (actual primer ministre sota la presidència de François Hollande) és el 36è govern francès de la cinquena República francesa. És successor del primer govern Ayrault

## Història
Es va formar el 18 de juny de 2012 després de les eleccions legislatives del 10 i 17 de juny on la coalició governamental de la majoria presidencial assolí la majoria absoluta a l'Assemblea Nacional, posteriorment el president Hollande acceptà la llista que va proposar primer ministre sortint i candidat a la reelecció Jean-Marc Ayrault. Està format majoritàriament amb membres del  Partit Socialista francès (32 membres, 2 més que a l'anterior govern), del Partit Radical d'Esquerra (3 representants, 1 més que a l'anterior executiu), d'Europa Ecologia-Els Verds (2 membres) i 1 representant de Divers gauche. El govern respecta la paritat home/dona amb 17 persones de cada sexe.
El 31 de març de 2014 va dimitir en bloc el govern de Jean-Marc Ayrault per l'enfrontament entre Manuel Valls i Galfetti i els ministres d'Economia i Educació, crítics amb la política de retallades, rellevat per Manuel Valls i Galfetti com a 21è primer ministre de la cinquena república.

## El govern
El 36è govern de la V República compta amb 38 persones i es caracteritza per pocs canvis envers l'executiu anterior (Govern Jean-Marc Ayrault (1), que es caracteritzà per una gran renovació i que fou de curta durada, entre la victòra del president Hollande i la victòria de la majoria d'esquerres a les eleccions legislatives).
L'edat mitjana del conjunt del govern és de 53 anys. La més veterana fou la viceministra de Descentralització, Anne-Marie Escoffier que tenia 69 anys i la més jove fou la ministra de Drets de la Dona i portaveu del Govern, Najat Vallaud-Belkacem que tenia 34 anys.

### Primer Ministre
|                   | Funció          |  | Nom               | Partit |
| ----------------- | --------------- |  | ----------------- | ------ |
| Jean-Marc Ayrault | Primer Ministre |  | Jean-Marc Ayrault | PS     |

### Ministres
|                        | Funció                                                                    |  | Nom                    | Partit             |
| ---------------------- | ------------------------------------------------------------------------- |  | ---------------------- | ------------------ |
| Laurent Fabius         | Ministre d'Afers Exteriors                                                |  | Laurent Fabius         | PS                 |
| Vincent Peillon        | Ministre d'Educació Nacional                                              |  | Vincent Peillon        | PS                 |
| Christiane Taubira     | Ministra de Justícia                                                      |  | Christiane Taubira     | Walwari (app. PRG) |
| Pierre Moscovici       | Ministre d'Economia i Hisenda                                             |  | Pierre Moscovici       | PS                 |
| Marisol Touraine       | Ministra d'Afers Socials i Salut                                          |  | Marisol Touraine       | PS                 |
| Cécile Duflot          | Ministra d'Igualtat dels territoris i Habitatge                           |  | Cécile Duflot          | EELV               |
| Manuel Valls           | Ministre de l'Interior                                                    |  | Manuel Valls           | PS                 |
|                        | Ministra de Comerç exterior                                               |  | Nicole Bricq           | PS                 |
| Arnaud Montebourg      | Ministre de Recuperació Productiva                                        |  | Arnaud Montebourg      | PS                 |
| Delphine Batho         | Ministra d'Ecologia, Desenvolupament sostenible i Energia                 |  | Delphine Batho         | PS                 |
| Michel Sapin           | Ministre de Treball, Ocupació, Formació professional i Diàleg social      |  | Michel Sapin           | PS                 |
| Jean-Yves Le Drian     | Ministre de Defensa                                                       |  | Jean-Yves Le Drian     | PS                 |
| Aurélie Filippetti     | Ministra de Cultura i Comunicació                                         |  | Aurélie Filippetti     | PS                 |
| Geneviève Fioraso      | Ministra d'Educació Superior i Recerca                                    |  | Geneviève Fioraso      | PS                 |
| Najat Vallaud-Belkacem | Ministra de Drets de la Dona, Portaveu del Govern                         |  | Najat Vallaud-Belkacem | PS                 |
| Stéphane Le Foll       | Ministre d'Agricultura, Agroalimentació i Boscos                          |  | Stéphane Le Foll       | PS                 |
| Marylise Lebranchu     | Ministra de Reforma de l'Estat, Descentralització i Administració Pública |  | Marylise Lebranchu     | PS                 |
| Victorin Lurel         | Ministre d'Ultramar                                                       |  | Victorin Lurel         | PS                 |
| Sylvia Pinel           | Ministra d'Artesania, Comerç i Turisme                                    |  | Sylvia Pinel           | PRG                |
| Valérie Fourneyron     | Ministra d'Esports, Joventut, Educació Popular i Associacions             |  | Valérie Fourneyron     | PS                 |

### Viceministres
|                     | Funció                                                 | Ministeri de pertinença                                                    |  | Nom                    | Partit      |
| ------------------- | ------------------------------------------------------ | -------------------------------------------------------------------------- |  | ---------------------- | ----------- |
|                     | Viceministre de Pressupost                             | Ministeri d'Economia i Hisenda                                             |  | Jérôme Cahuzac         | PS          |
| George Pau-Langevin | Viceministra de l'Èxit acadèmic                        | Ministeri d'Educació nacional                                              |  | George Pau-Langevin    | PS          |
| Alain Vidalies      | Viceministre de Relacions amb el Parlament             | Primer ministre                                                            |  | Alain Vidalies         | PS          |
|                     | Viceministre de la Ciutat                              | Ministeri d'Igualtat dels territoris i Habitatge                           |  | François Lamy          | PS          |
|                     | Viceministre d'Afers europeus                          | Ministeri d'Afers exteriors                                                |  | Bernard Cazeneuve      | PS          |
|                     | Viceministra de Tercera edat i la Dependència          | Ministeri d'Afers Socials i Salut                                          |  | Michèle Delaunay       | PS          |
| Benoît Hamon        | Viceministre d'Economia Social i Solidària i al Consum | Ministeri d'Economia i Hisenda                                             |  | Benoît Hamon           | PS          |
|                     | Viceministra de Família                                | Ministeri d'Afers Socials i Salut                                          |  | Dominique Bertinotti   | PS          |
| Sense foto          | Viceministra de Discapacitat                           | Ministeri d'Afers Socials i Salut                                          |  | Marie-Arlette Carlotti | PS          |
|                     | Viceministre de Cooperació                             | Ministeri d'Afers exteriors                                                |  | Pascal Canfin          | EELV        |
| Sense foto          | Viceministre de Formació Professional i Aprenentatge   | Ministeri de Treball, Ocupació, Formació professional i Diàleg social      |  | Thierry Repentin       | PS          |
| Yamina Benguigui    | Viceministra d'Expatriats francesos i Francofonia      | Ministeri d'Afers exteriors                                                |  | Yamina Benguigui       | Independent |
| Frédéric Cuvillier  | Viceministre de Transports i Economia Marítima         | Ministeri d'Ecologia, Desenvolupament Sostenible i Energia                 |  | Frédéric Cuvillier     | PS          |
|                     | Viceministra de PIME, Innovació i Economia Digital     | Ministeri de Recuperació Productiva                                        |  | Fleur Pellerin         | PS          |
| Kader Arif          | Viceministre de Veterans                               | Ministeri de Defensa                                                       |  | Kader Arif             | PS          |
| Sense foto          | Viceministra de Descentralització                      | Ministeri de Reforma de l'Estat, Descentralització i Administració Pública |  | Anne-Marie Escoffier   | PRG         |
| Guillaume Garot     | Viceministre d'Agroalimentació                         | Ministeri d'Agricultura, Agroalimentació i Boscos                          |  | Guillaume Garot        | PS          |
| Sense foto          | Viceministra dels Francesos a l'estranger              | Ministeri d'Afers exteriors                                                |  | Hélène Conway-Mouret   | PS          |